# おまけ
おまけ（御負け）とは、ある商品を購入した際に、その商品の価格を下げたり、サービスとして追加で物品をつける行為、あるいは、そのサービスでつけた物品自体のことを言う。また、挨拶や言葉遣いなどの商品に対する付加価値がないセールスとしての行為をおまけと分類することもある。

## 概説
おまけの語源は「御負け」の文字通り、店員が客との駆け引きに負けて値を下げる行為を指す言葉であったが、のちに商品以外の物品を追加する行為なども言うようになった。しかし、おまけの語が全国的に使用される様になった明確な時期などは分かっていない。
大正時代に縁日で売られていたトコトンアメの口上に「もうひとつおまけ、トコトンアメ」という言葉があり、その一方で戦前の広辞林や辞苑には載っていないことから、上方の商人で使われていた言葉が、グリコのキャラメルの知名度とともに、全国に広がったと分析する研究もある。
商品におまけとして景品を付ける事がある。ビックリマンシリーズに代表されるように本来はおまけとして付加されたものが射幸心を煽り爆発的なブームを発生させ、おまけの収集が目的化した例も見られる。

## 値引きとしてのおまけ
値引きとしてのおまけとしては、商品を量り売りで売る際に、一度双方が合意した量にさらに少量を追加するケースや、それから派生して価格そのものを割り引くケースがある。
この値引きの起源として誓文払いが挙げられる。北原照久は商売の駆け引きで嘘をついた罪を祓う行事である誓文払いの前後に商店が大安売りをする風習があり、この文化から、値引き商法が発達し、おまけの文化が発達したと推測している。
一方、他の物品を追加でつける行為としては、店舗で物品を購入時に会計後に「サービス券」を渡されたり、スタンプカードにスタンプやポイントもらったりする場合がある。これらは、消費者がそのポイントを溜めておまけを受けるかどうかを選択することから、自己選択型の価格差別と呼ばれるものである。交換対象によっては後述のサービスで付く物品としてのおまけにも分類される。

## サービスでつける物品

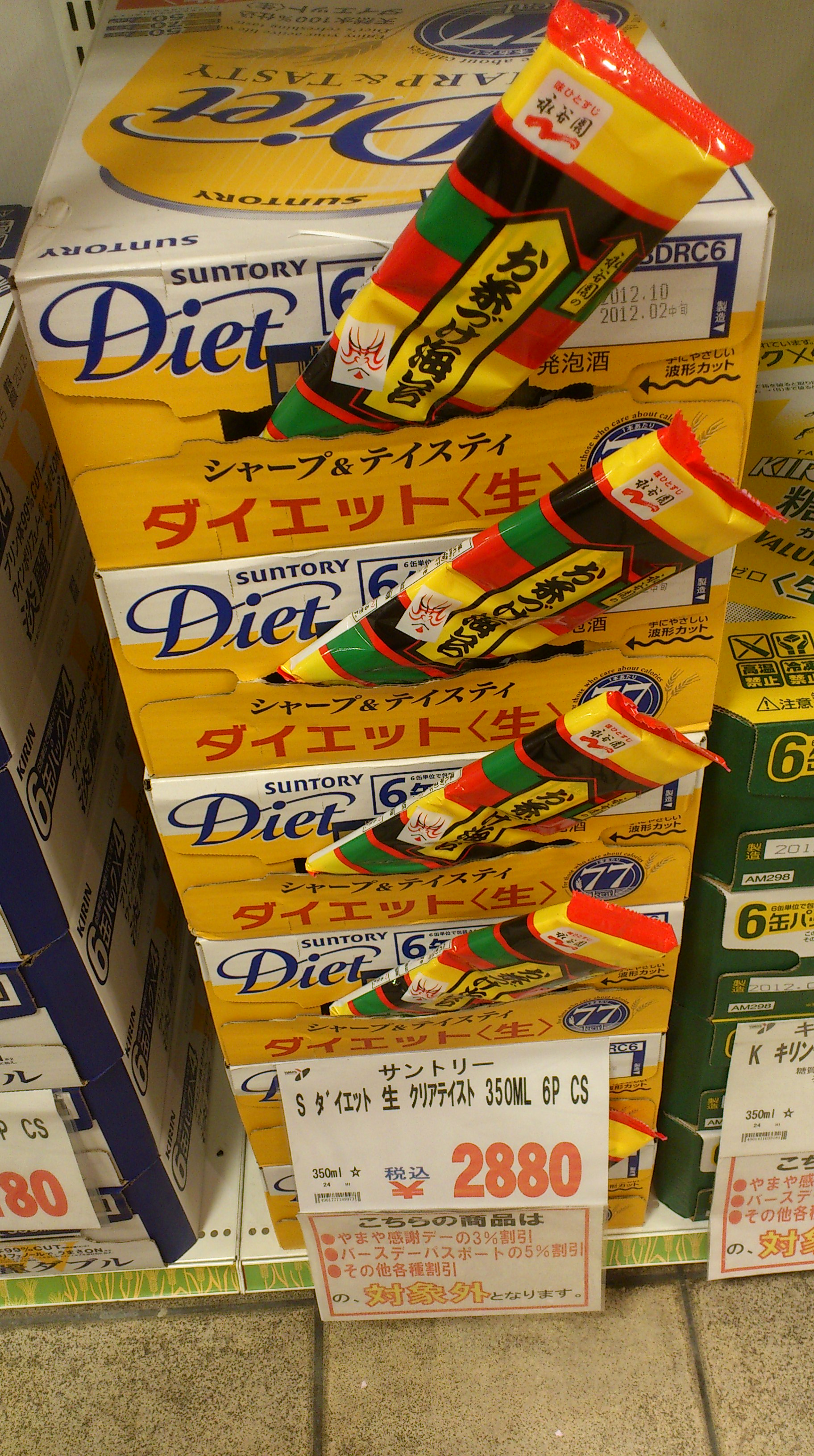
缶ビールに「お茶漬け海苔」。メーカー・問屋・小売店、どの時点の判断かは不明。

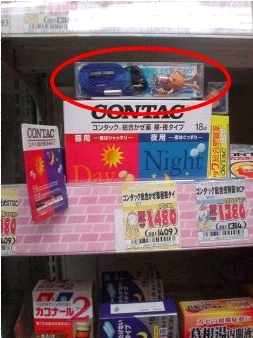
ドラッグストアにて。

何らかの商品やサービスを購入した際に何らかの物品がついてくることがある。この物品のこともおまけという。このおまけの形態も、商品に添付される場合、商品に添付されるポイントやあたり券などを交換する場合などが存在する。

### 歴史

#### 売薬版画
本来の商品に何らかの物品を追加して販売した早い事例として、江戸時代に富山の薬売りが、お得意様に、売薬版画、日用品をサービスとして置いていった記録がある。当時は、おまけの名でなく「進物」「土産物」と呼ばれていた。これらのうち、浮世絵版画から派生した売薬版画は、カラーの印刷物が珍しい時代には需要も高く、さらに、配布する側にとっても軽量であったため、江戸時代から昭和の初期まで、長期に渡り利用されてきた。昭和の初期になると石版印刷が、そして活版印刷が登場すると、売薬版画は廃れた。明治時代後期からは富山で流行っていた紙風船も、おまけとして使用されるようになった。

#### タバコカード
19世紀後半にアメリカで紙巻きたばこの包装の強度を保つために、各種のイラストの描かれたカードがタバコに同封されるようになった。このカードには野球選手、女優、世界の風俗などが使用されていた。
明治維新を迎えた日本でも、村井吉兵衛や岩谷松平が紙巻タバコの販売を始め、村井は海外のタバコカードを輸入し「サンライス」「ヒーロー」におまけとして封入した。このカードの封入により村井のタバコは爆発的に売れるが、カードを目的に子供が喫煙をすることが問題となり未成年者喫煙禁止法が制定される。更に、封入していたカードのうち、美術裸体画シリーズが公序良俗を乱すと裁判となった。最終的に裁判には勝訴するものの、商品の回収と販売禁止の命令をうけた。

#### グリコのおもちゃ
江崎グリコの創業者である江崎利一は、1919年（大正8年）にカキの煮汁に含まれるグリコーゲンからキャラメルを作り、栄養菓子「グリコ」を製作した。1922年（大正11年）、三越百貨店で販売を開始する。しかし、当時の栄養菓子市場は、大手の森永製菓と明治製菓に占められており、資本金でも1/100程度のグリコがその市場に参入することは非常に困難を伴った。江崎は販売促進のため前述のタバコカードをヒントにカードや乳菓をおまけとして添付した。1927年（昭和2年）頃から、このおまけは、メンコなどのおもちゃや、大阪造幣局で作られた銅製のメダルとなった。当時はおまけと商品が同一のパッケージに入っていたが、子供たちが手探りで中身を調べる行為（現在で言うサーチ行為）を行うことに、小売店からの苦情が発生し、おまけと商品を別パッケージに入れる通称「おまけサック」が登場した。このおまけサック導入によって、グリコの生産量は2、3倍となり、大きな発展を遂げる。その後、懸賞商品の導入や、様々な材質（セルロイド製、鉛とアンチモンの合金であるアンチモニー製、土、木、竹）でおもちゃが作られる様になった。また、クーポン券の収集により賞品と交換する制度もこの次期に考案された。
太平洋戦争中は、おまけの材質も制限され、1942年（昭和17年）には、グリコのキャラメルもおまけが消え配給制となった（白色の箱の配給グリコ）。1943年には物資不足から、グリコの生産も停止することになった。
戦後、キャラメルの生産の再開を真っ先に行ったのはグリコである。他の大手である森永製菓、明治製菓が配給統制により、生産販売に制限を受ける中、グリコは調達できる範囲で材料を集め、おもちゃつきのグリコを菓子でなく、食品つき玩具として販売した。これは、玩具として販売することで配給統制による規制をすり抜ける方法であった。
1949年（昭和24年）11月菓子類の統制がはずされ、森永製菓、明治製菓だけでなく多数のメーカーでキャラメルの生産と自由販売が始まった。それに伴い、1950年（昭和25年）グリコのおまけサックも復活した。
しかし、自由販売後のグリコのキャラメルは必ずしも順調というわけではなかった。これは、後述する紅梅キャラメル、カバヤキャラメルの登場の影響もあった。グリコが成功するのは、1956年（昭和31年）の本物の小鳥があたるという「幸運の小鳥さがしキャンペーン」である。この後も、切手、コインなどこれらの収集ブームに合わせたキャンペーンを行っていき成功していった。

#### 紅梅野球カード
1947年（昭和22年）に設立された紅梅食品（のちに紅梅製菓に社名変更）が菓子類の販売統制の解禁とともに、販売したキャラメルにおまけとして添付された野球カードがあった。この野球カードは読売巨人軍の選手のプロマイドとなっており、ピッチャー、キャッチャー、内野手、外野手の計10人のカードを集めることにより、様々な景品ともれなく交換が可能というものであった。「野球は巨人、キャラメルは紅梅」のコピーで販売したキャラメルは、交換できる賞品の魅力もありヒット商品となった。これらのカードは全て同じ確率ででるわけではなく、一部のカード（特に水原監督のカード）の出現率が非常に低かった。そのようなカードの添付が1952年公正取引委員会に問題視され、1953年には紅梅キャラメルの万引きグループが出たこともあり、不買運動が発生する。その結果、1954年（昭和29年）には操業停止となった。

#### カバヤ児童文庫
同じ時期、登場した菓子メーカーの中にはおまけの工夫により、爆発的に販売数を増やすものもあった。1952年（昭和27年）、岡山のカバヤ食品が製造・販売したカバヤキャラメルもそのひとつである。キャラメルに50点集めることによりハードカバーの児童用の文学全集から1冊を手に入れることができるポイントを添付した。当時高価であった児童文学書をキャラメルの購入で簡単に入手できるということから、学校単位での購入も行われることもあった。しかし、翌1953年（昭和28年）カバヤ食品は大きな戦略上のミスを行ってしまう。キャラメルのおまけに新たに、カバヤマンガブックを交換対象に加えてしまった。これは、学校、PTAなどの反発を買い、カバヤキャラメルの不買運動にまで発展した。

#### マーブルチョコレートと鉄腕アトムのシール
昭和30年代後半となると、テレビの普及および、生活水準の変化とともにおまけの内容も変化してきた。1961年（昭和36年）、明治製菓は、マーブルチョコレートを発売し、当時の糖衣チョコの市場の約9割を独占した。これに対し、森永製菓はおまけつきのパレードチョコを発売し、その結果、マーブルチョコレートの市場は大きく減じることとなった。これに対し、明治製菓は1963年（昭和38年）からマーブルチョコレートに鉄腕アトムのシールをおまけとして添付し始めた。鉄腕アトムは1963年（昭和38年）からテレビで放送が開始されたアニメであり、明治製菓がスポンサーとなっていた。このおまけの添付は大成功であり、マーブルチョコレートは爆発的な売れ行きを示した。この明治製菓の鉄腕アトムに対して、森永製菓は狼少年ケンを、グリコは鉄人28号のおまけをつけた製品を作っていく。
これらの成功はキャラクターグッズの添付が売れ行きに大きく影響を与えることを示した。そして、玩具メーカーにこの分野が利益になることを示し、日本のキャラクタービジネスの先駆けとなった。

#### 仮面ライダースナックとライダーカード
1971年（昭和46年）12月末、テレビで仮面ライダーが放映開始されてから約半年後、カルビー製菓から、仮面ライダーカードが添付されたスナック菓子である仮面ライダースナックが発売された。このおまけのカードは、カードの表面が、番組に登場する怪人や仮面ライダーのプロマイドで、裏面にカード番号とともにその説明が記載されていた。更に、ラッキーカードを送付するとカードを収納するバインダーがあたるというものであった。このライダースナックは発売後すぐに大人気となった。しかし、購入後、カードだけを取り、お菓子を公園などに廃棄することが多発し社会問題になり、カルビー製菓も一人にたくさん売らないように小売店に要請をおこなうまでとなった。
このライダースナックのおまけの成功の原因は、カードに番号が振られているコレクション的要素、あたりカードの存在のギャンブル的要素、放送直後の情報がカードとなっている情報的な要素などであると、カード研究家の堤哲哉は分析している。放送直後の情報がカードとなっている原因は、本編の撮影現場にライダーカードの撮影スタッフを派遣し、同時に撮影を行ない、1週間で商品に添付したためである。

#### ビックリマンチョコ
おまけとしてシールを封入した菓子。ロッテが1977年に売り出し、特に1985年発売の「悪魔VS天使シール」は大きなブームとなった。

#### 食玩・プラモデル
カバヤ食品「ビッグワンガム」（1978年発売）、バンダイ「ミニプラ」のガム付き商品、フルタ製菓「チョコエッグ」（1999年発売）のように、プラモデルやフィギュアを食品のおまけに付ける食品玩具（食玩）も販売されている。

#### 自治体による施策
自治体が販売価格より高い価値（プレミアム）をつけたプレミアム商品券を販売している。目的としては自治体内部での消費を促すため。プレミアム付き商品券とも。
また、ふるさと納税の寄付者に自治体が贈る返礼品が、メディアなどにより「おまけ」「オマケ」と表現されることもある。

## 付録
付録（附録、ふろく）は、文章などに付随した参考、補足の意味の文章や図などを示す語から、雑誌や書籍に付随した物品のことを示す。語源は新聞に記録物を付けたことである。当時の新聞は、災害が発生すると、その災害の状況を版画にし付録として添付した。
雑誌に付録が利用されたのは明治中期の青少年向けの投稿雑誌である『頴才新誌』である。投稿記事以外を掲載する際に「附録」という表現が利用された。また、最初の少年雑誌である『少年園』のふろくは読者からの投稿文であり、これらは前述の「文章などに付随した参考、補足の意味の文章や図」であった。これが「雑誌に添付される物品」となるのは、明治末期頃で、上笙一郎の調査では1890年（明治23年）少年雑誌、『小国民』にすごろくが添付されたのが初めである。少女雑誌では、1906年（明治39年）に『少女界』にすごろくがふろくとして添付された。これらの付録は一時期おまけとも呼ばれていた。この付録が、紙のおもちゃやゲーム類として発展したのは、大正から昭和初期にかけてである。当初、雑誌内の頁が、切り取り・加工可能な頁となり、それが本誌から分離したものであると弥生美術館の中川は推測している。これが更に発展したのが昭和初期の少年倶楽部である。『少年倶楽部』編集長の加藤謙一は中村星果に付録作成を依頼し、船、建物、飛行機などの立体を紙ベースで作成するという難行を達成した。
前述の「文章などに付随した参考、補足の意味の文章や図」を別冊にして「雑誌に添付される物品」として同梱した付録もある。
戦争中は出版統制があり、付録が消えたが、戦後、付録は復活する。少年誌では雑誌の週刊化により付録が消えていったが、少女誌では人気漫画家のグッズや、タレントの写真など、付録が発展していった。また1963年創刊の『科学』（学研）は実験セットや望遠鏡など加工教材が人気を呼び、子供向け雑誌に教育的要素も加わるきっかけになった。

### 付録の材質の緩和と問題
当初、書籍の輸送は鉄道に依存しており、その輸送条件に関しては1897年の太政官布告及び、その後の国鉄との交渉により、雑誌特別運賃制度（通称「特運」）が決定されていた、付録の材質もこの交渉において細かく定められていた。
しかし、婦人雑誌などの付録競争や、国鉄の赤字体質による料金値上げ、高速道路網の発達により、雑誌の輸送手段がトラックに移行するとともに、この内容に対する検討が日本雑誌協会において行われ、2001年（平成13年）5月には付録に関する規定が大きく削減、簡略化された。これにより付録の材質にビニールなどが利用されるようになった。
しかし、付録の規定の緩和はいくつかの問題を発生させた。1つ目は「豪華付録」などの記載により添付される付録が消費者に誤解を与えるという指摘が公正取引委員会から行われたことである。2つ目は、小売書店が行っていた付録の挟み込み作業が膨大となり、批判が集まったことがある。これらに対しては日本出版協会が各種の通達を行うことにより対応を行った。

## おまけと法律
商品におまけをつける場合、そのおまけが販売促進を目的にしたものである場合、その金額や形態などに関して不当景品類及び不当表示防止法に基づき、公正取引委員会による規制を受ける。その上限額は、次のように定められている。
- クローズド懸賞（一般懸賞とも言う）[※ 4]

取引の総額が5000円未満⇒取引額の20倍を上限
取引の総額が5000円以上⇒10万円を上限
どちらの場合も景品の総額は取引の総額の2%以下。
- オープン懸賞[※ 5]

制限なし
- 総付懸賞[※ 6]

取引額1000円未満⇒200円を上限
取引額1000円以上⇒取引額の2/10（20%）を上限
- 共同懸賞[※ 7]

上限：30万円
総額：売り上げ予定額の3%以下
従来、一般に商品に添付されるおまけは、総付懸賞として解釈されていた。しかし、1988年（昭和63年）、ビックリマンチョコを製造するロッテは、封入されているシールの出現比率が均一でないために、総付懸賞でなく一般懸賞であると公正取引委員会から勧告を受けた。また、2005年（平成17年）9月、飲料のおまけであるボトルキャップが消費者の射幸心をあおると、サントリーは公正取引委員会から注意を受けた。この「注意」は勧告や排除命令ではないため、強制力はないが、飲料メーカーはおまけの中身が見えるように自主的な対応を行った。2005年（平成17年）7月にビックリマンチョコが復刻された際に、価格を84円としたのも前記の不当景品類及び不当表示防止法の一般懸賞に相当するとしたためである。
現在の公正取引委員会の解釈では出現比率の異なるおまけをつける場合は、一般懸賞扱いとする運用基準もでてきており、時代とともに解釈も変化してきている。
付録の場合も雑誌という商品に添付されるおまけであるため同様の法律の制限を受ける。雑誌の場合、それらに加え、公正取引委員会が平成8年に定めた公正取引委員会告示第34号「雑誌業における景品類の提供に関する事項の制限」を受ける。この規約では、雑誌におけるアンケート、クイズの回答などによる懸賞の最高額を3万円以下と定めるとともに、付録に関しても、「編集に関連して雑誌と一体として利用する教材やそれに類似する物品」となっており、雑誌協会では、付録として添付されるアクセサリーなどがこれに当てはまるか議論が必要としている。